# The Natural History of Parking Lots
Pour plus de détails, voir Fiche technique et Distribution.
The Natural History of Parking Lots est un film américain, sorti en 1990. Le film a gagné le cheval de bronze au Festival international du film de Stockholm.

## Fiche technique
- Titre : The Natural History of Parking Lots
- Réalisation : Everett Lewis
- Scénario : Everett Lewis
- Pays d'origine : États-Unis
- Genre : drame
- Date de sortie : 1990

## Distribution
- Charlie Bean : Chris
- B. Wyatt : Lance
- Eli Guralnick : Mrs. Porter
- Roy Heidicker : Néo-Nazi
- Charles Taylor : Sam